# Séranon
Séranon est une commune française située dans le département des Alpes-Maritimes en région Provence-Alpes-Côte d'Azur. Ses habitants sont appelés les Séranonnaises et les Séranonnais.

## Géographie

### Localisation
Commune membre du Parc naturel régional des Préalpes d'Azur, desservie par la route Napoléon (RN 85), au centre d’une région touristique, 57 km de Cannes, 40 km de Grasse (la cité des Parfums).

### Hameaux de la commune
- Rouaine
- La Clue
- Bas Asinas
- Haut Asinas
- Le Village
- La Grange de Verdet
- Aco de Caille
- Villaute
- La Doire
- Les Baux
- Le Logis du Pin

### Géologie et relief
Sommets environnants :
- la crête de l’Adrech de Besson (1 523 m),
- La Berque (1 563 m),
- la crête de Bauroux (1 644 m),
- et les contreforts de la Montagne de Lachens (1 714 m).

### Sismicité
La commune se situe en zone de sismicité moyenne,.

### Hydrographie et eaux souterraines
Cours d'eau sur la commune ou à son aval :
- rivière l'Artuby ;
- ruisseau le rieu tort ;
- ravin de la péguière ;
- vallon des roumariniers ;
- torrent des bonnes fonts.

Séranon dispose de deux stations d'épuration :
- Séranon-village d'une capacité de 300 équivalent-habitants[4] ;
- Séranon-villaute d'une capacité de 300 équivalent-habitants[5].

### Climat
Pour des articles plus généraux, voir Climat de Provence-Alpes-Côte d'Azur et Climat des Alpes-Maritimes.
En 2010, le climat de la commune est de type climat méditerranéen altéré, selon une étude du Centre national de la recherche scientifique s'appuyant sur une série de données couvrant la période 1971-2000. En 2020, Météo-France publie une typologie des climats de la France métropolitaine dans laquelle la commune est exposée à un climat méditerranéen et est dans la région climatique  Var, Alpes-Maritimes, caractérisée par une pluviométrie abondante en automne et en hiver (250 à 300 mm en automne), un très bon ensoleillement en été (fraction d’insolation > 75 %), un hiver doux (8 °C) et peu de brouillards. 
Pour la période 1971-2000, la température annuelle moyenne est de 10,1 °C, avec une amplitude thermique annuelle de 15,5 °C. Le cumul annuel moyen de précipitations est de 1 092 mm, avec 6,7 jours de précipitations en janvier et 4,7 jours en juillet. Pour la période 1991-2020, la température moyenne annuelle observée sur la station météorologique de Météo-France la plus proche, « Le Mas », sur la commune du Mas à 15 km à vol d'oiseau, est de 9,1 °C et le cumul annuel moyen de précipitations est de 1 236,8 mm. 
La température maximale relevée sur cette station est de 32,5 °C, atteinte le 28 juin 2019 ; la température minimale est de −13,5 °C, atteinte le 14 février 2009,,. 
Les paramètres climatiques de la commune ont été estimés pour le milieu du siècle (2041-2070) selon différents scénarios d'émission de gaz à effet de serre à partir des nouvelles projections climatiques de référence DRIAS-2020. Ils sont consultables sur un site dédié publié par Météo-France en novembre 2022.

### Intercommunalité
Commune membre de la Communauté d'agglomération du Pays de Grasse.

## Urbanisme

### Typologie
Au 1er janvier 2024, Séranon est catégorisée commune rurale à habitat dispersé, selon la nouvelle grille communale de densité à 7 niveaux définie par l'Insee en 2022.
Elle est située hors unité urbaine et hors attraction des villes,.

### Occupation des sols
L'occupation des sols de la commune, telle qu'elle ressort de la base de données européenne d’occupation biophysique des sols Corine Land Cover (CLC), est marquée par l'importance des forêts et milieux semi-naturels (75,2 % en 2018), en diminution par rapport à 1990 (76,5 %). La répartition détaillée en 2018 est la suivante : 
forêts (55 %), zones agricoles hétérogènes (18,2 %), milieux à végétation arbustive et/ou herbacée (14,1 %), prairies (6,5 %), espaces ouverts, sans ou avec peu de végétation (6 %), espaces verts artificialisés, non agricoles (0,1 %).
L'évolution de l’occupation des sols de la commune et de ses infrastructures peut être observée sur les différentes représentations cartographiques du territoire : la carte de Cassini (XVIIIe siècle), la carte d'état-major (1820-1866) et les cartes ou photos aériennes de l'IGN pour la période actuelle (1950 à aujourd'hui).

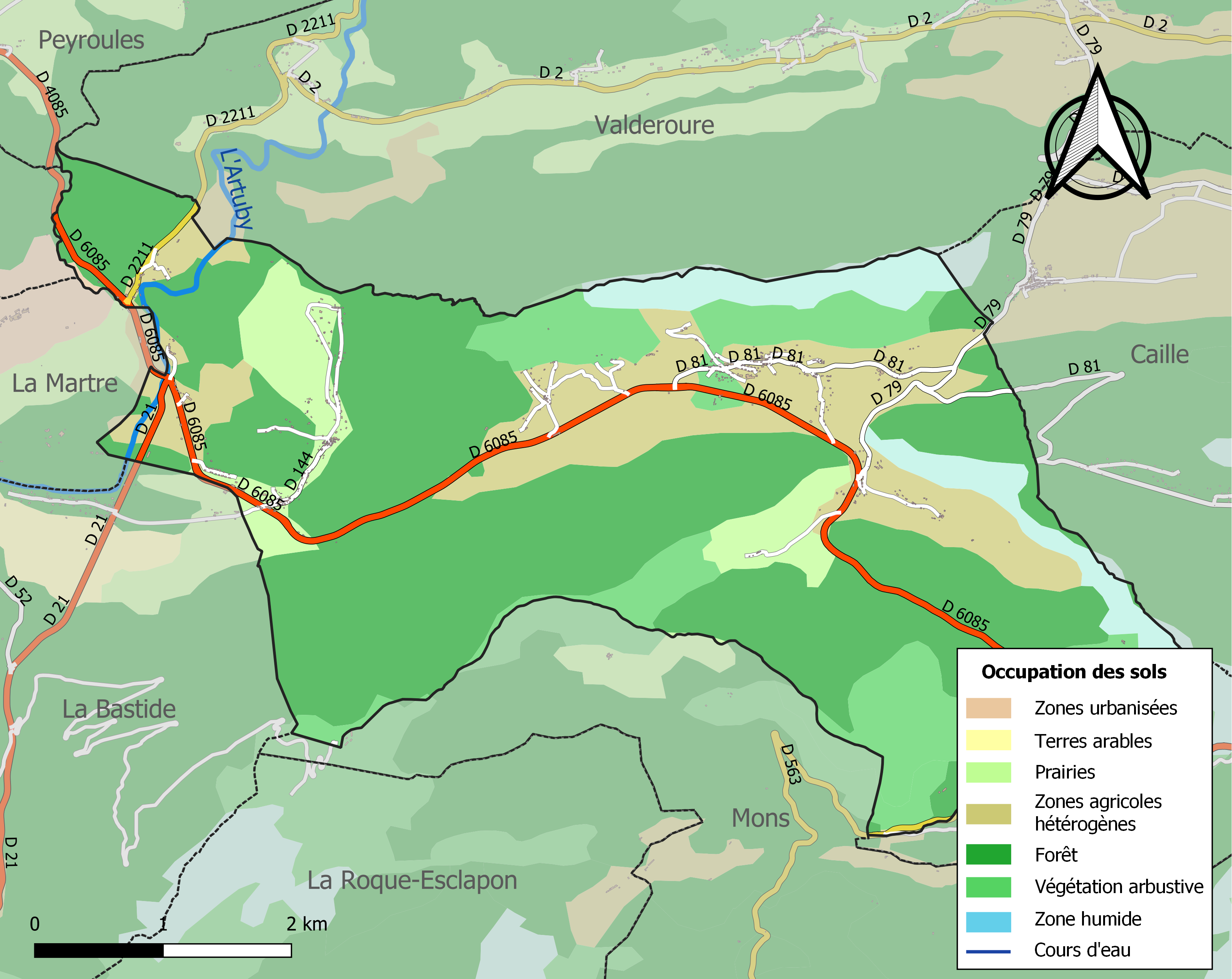
Carte de l'occupation des sols de la commune en 2018 (CLC).

### Voies de communications et transports

#### Voies routières
Commune desservie par la route nationale 85 entre Saint-Vallier-de-Thiey 26 km et La Martre 11 km.

#### Transports en commun
- Transport en Provence-Alpes-Côte d'Azur

Village desservi par la ligne 40 du réseau Sillages.

## Toponymie
Le nom de Séranon (castellis Saranonis, cité en 1060) est issu d’une base oronymique (toponyme se rapportant à la montagne) *sar-.
Notre-Dame-de-Gratemoine (citée comme Sancta Maria de Grade Camunne, en 1060) tire son déterminant d’un oronyme désignant une courbure, qui a ensuite été modifié par un « scribe facétieux témoignant d’un manque de respect évident envers le clergé régulier ».

## Histoire
Le 6 mai 1348, Gabriel de Salvagiis était seigneur de Séranon. Ce seigneur était certainement le chambellan de Jeanne Ire de Naples, comtesse de Provence et reine de Naples, en 1348.
Pendant la Seconde Guerre mondiale, l’abbé Daniel Goens de nationalité belge, est envoyé à Séranon comme prêtre de montagne en 1939. Il transforme le presbytère de l'église Notre-Dame en maison d’altitude pour enfants. Il y accueille des enfants et adolescents considérés comme difficiles, et y cache aussi de jeunes juifs envoyés par le réseau Marcel. Il est arrêté le 22 avril 1944. De jeunes enfants juifs sont déportés en Estonie, en Lituanie et à Auschwitz. Sept de ces enfants et adolescents âgés de 5 à 22 ans, sont morts en déportation. En 1998, une plaque du souvenir a été érigée devant le presbytère.

### Hameau de Rouaine
Le hameau de Rouaine est situé au bas du col de Valferrière. Il est donc le premier hameau en entrant sur la commune par la route Napoléon depuis Grasse. Ce n'est pas pour autant le hameau le plus à l'Est. Dressé sur les contreforts de l'Adrech de Rouaine et exposé plein sud. C'était auparavant le chemin de Fayence qui arrivait directement au hameau. Il y avait une petite communauté qui se chargeait de contrôler les enceintes de Cornet. Ce hameau est situé en hauteur, comme s'il avait pour mission de garder et surveiller les différentes arrivées sur la commune avant leur passage par le Pas de la Clue.
Les plus anciens documents connus sur Rouaine remontent à 1678 évoquant Honorade Funel. À partir de 1728, c'est sur les traces de la famille Rebuffel que nous nous retrouvons. En 1872, il ne restait plus que quatre habitants et aujourd'hui plus personne n'habite dans ce hameau. C'est le seul hameau de la commune qui n'est pas habité.

### Hameau de La Clue
Le hameau de La Clue, celui le plus à l'Est de la commune, a la particularité d'être composé de pas moins de quatre petits quartiers portant tous le nom de La Clue.
Ce hameau bien exposé et positionné sur les contreforts de la montagne de l'Audibergue est bordé de vastes étendues à vocation agricole et traversé par l'ancienne route Napoléon.
Le premier quartier est le plus éloigné de la route Napoléon actuelle. En entrant par le petit passage étroit entre la grande bâtisse et la petite bergerie, la route s'ouvre et laisse découvrir la jolie petite place de ce quartier ainsi que le bassin qui se trouve quelques mètres plus loin. Les plus lointains souvenirs nous dirigent vers Clément et Ernestine Rebuffel, parents de Marie, Suzanne et Ernest qui fut maire de la commune de 1977 à 1983 après de longues années passées au conseil municipal. Les dates les plus anciennes qui témoignent encore actuellement de l'ancienneté des lieux sont les inscriptions sur les encadrements des portes mentionnant les dates de 1860 et 1865.
Le second quartier est celui du « milieu » ou le deuxième hameau. Il se situe au milieu du chemin de La Clue. Auparavant, il était le seul quartier de ce hameau à abriter une chapelle comme Marie Coste et sa mémoire d'acier le rappelaient. Ce quartier était habité par deux grandes familles : la famille Funel dont Jean était forgeron et Étienne facteur. L'occasion de parler aussi du fils d'Étienne, un certain Léon, membre actif du Comité des Fêtes Séranon l'Adrech par le passé. La seconde grande famille à résider dans ce joli quartier était celle de Marie Coste.
Nous arrivons désormais au troisième quartier. Il est le plus proche de la route Napoléon actuelle mais aussi le plus haut en altitude des trois quartiers. C'est sûrement le quartier qui est le plus représentatif encore aujourd'hui de la vie d'hier à Séranon. C'est dans ce quartier que l'on retrouve la vie paysanne et agricole avec les us et coutumes des générations précédentes. Aujourd'hui, Raymond Rebuffel et son épouse travaillent toujours dans la ferme familiale et possèdent le dernier troupeau de vaches du village. Comme vous l'aurez compris, c'est un quartier de plus dont le nom de famille Rebuffel était omniprésent.
Passons maintenant au dernier quartier et celui qui est le plus atypique du fait de sa position géographique et de sa composition. Ce quartier n'était composé que d'un seul et unique bâtiment : la glacière. Il se trouvait dans l'ubac du hameau de La Clue. Comme son nom l'indique, ce bâtiment était dédié à l'exploitation de la glace. Les températures observées dans ce lieu par le passé ont mené les habitants à construire cet édifice qui permettait de conserver la glace tout au long de l'année. Cette glace était descendue l'été par des charrettes vers les grandes villes de la côte afin de les alimenter.
N'oublions pas non plus la grande bâtisse baptisée aujourd'hui « Bastide Napoléon » qui est désormais composée de chambres d'hôtes.
Les habitants de La Clue sont aussi les premiers à avoir vu traverser la commune le mythique Napoléon un certain 2 mars 1815. Il était accompagné lors de son passage des muletiers de Caille qui avaient été réquisitionnés.

## Politique et administration

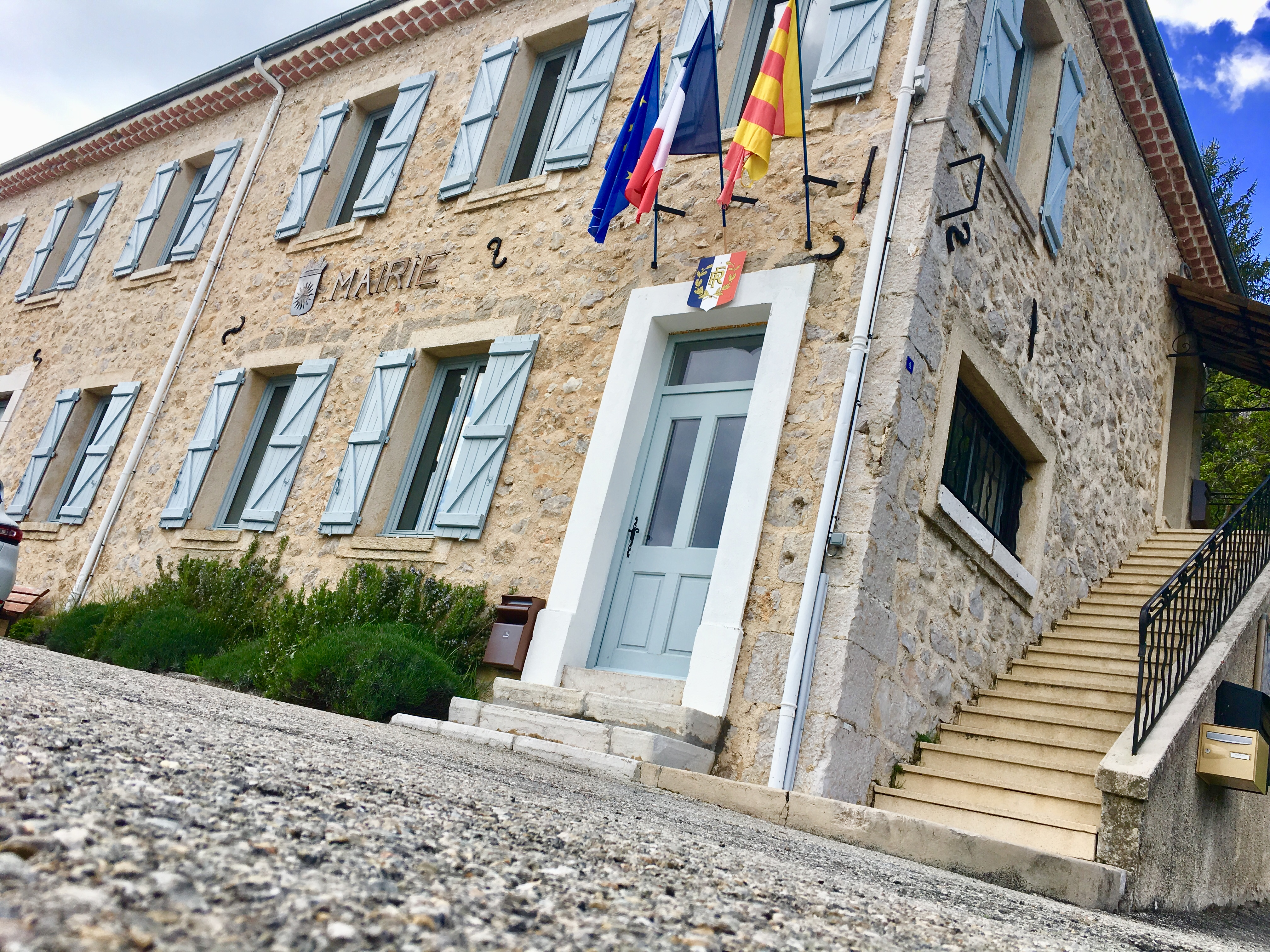
Mairie de Séranon

| Période   | Période  | Identité                   | Étiquette | Qualité                                                                                               |
| --------- | -------- | -------------------------- | --------- | --- |
| 1793      | 1817     | André Sassy                |           | |
| 1817      | 1823     | André Rebuffel             |           | |
| 1823      | 1848     | Jean Augustin Rebuffel     |           | |
| 1848      | 1852     | Jean Funel                 |           | |
| 1952      | 1963     | Joseph Alexandre Bauchiere |           | |
| 1863      | 1895     | Jean-François Rebuffel     |           | |
| 1895      | 1897     | Daniel Sassy               |           | |
| 1897      | 1912     | Auguste Rebuffel           |           | |
| 1912      | 1919     | Joseph Rebuffel            |           | |
| 1919      | 1944     | Léon REBUFFEL              |           | |
| 1944      | 1977     | Paul Chiris                | SE        | |
| 1977      | 1983     | Ernest Rebuffel            | SE        | |
| 1983      | 2014     | Thierry Gueguen            | UMP       | Retraité ingénieur des ponts et chaussées et instituteur, conseiller général du canton de Saint-Auban |
| mars 2014 | En cours | Claude Bompar              | UMP-LR    | Gérant Immobilier                                                                                     |

### Conseil municipal 2020 - 2026
Maire : Claude Bompar
1er Adjoint : Michel Charabot
2e Adjointe : Nadia Tensic
3e Adjoint : Gilles De Oliveira
4e Adjoint : Alain Buselli
Conseillers municipaux : Sandrine Elias, Florence Dalmasso, Zoé Lebard, Nicole David, Sarah Spataro-Ghiglione, Michel Saladin, Daniel Madre, Adrien Chiapelli, Mickaël Berge, Damien Matteoli.
En avril 2022, Monsieur Michel Charabot démissionne de ses fonctions de 1er Adjoint au Maire mais reste cependant sur les bancs du conseil municipal.

### Conseil municipal 2014 - 2020
Maire : Claude Bompar
1er Adjoint : Michel Charabot
2e Adjointe : Séverine Belcio
3e Adjointe : Florence Bezos
Conseillers municipaux : Sarah Spataro, Nadia Tensic, Sandrine Lepleux, Michel Girone, Michel Saladin, Didier Demandolx, Gérard Rebuffel

### Conseil municipal 2008 - 2014
Maire : Thierry Gueguen
Adjoints et Conseillers municipaux : Danièle Appolonie, Marie-Christine Larroque-Charitat, Félix Lepleux, Marion Luigi, Valérie Presi, Auguste Rebuffel, Daniel Rebuffel, Gérard Rebuffel, Thierry Renaldo, Sarah Spataro

### Conseil municipal 2001 - 2008
Données manquantes

### Conseil municipal 1995 - 2001
Maire : Thierry Gueguen
1er Adjoint : Jean-François Finelli
2e Adjoint : Daniel Rebuffel
3e Adjoint : Félix Lepleux
Conseillers municipaux : Albert De Oliveira, Auguste Rebuffel, Jean-Noël Rebuffel, Georges Roux, Danièle Appolonie, Marie-Christine Larroque-Charitat, Eric Sassy

### Conseil municipal 1989 - 1995
Maire : Thierry Gueguen
1er Adjoint : Jean-François Finelli
2e Adjoint : Yves Appolonie
3e Adjoint : Félix Lepleux
Conseillers municipaux : Daniel Rebuffel, Georges Laugier, Georges Roux, Auguste Rebuffel, Claude Bompar, Albert De Oliveira, Jean-Noël Rebuffel

### Conseil municipal 1983 - 1989
Maire : Thierry Gueguen
1er Adjointe : Nadine Carlavan
2e Adjoint : Émile Rebuffel
3e Adjoint : Yves Appolonie
Conseillers municipaux : Paul Charabot, Georges Chiris, Albert Sassy, Jean-François Finelli, Honoré Marin, Daniel Rebuffel, Félix Lepleux

### Conseil municipal 1977 - 1983
Maire : Ernest Rebuffel
1er Adjoint : Émile Rebuffel
2e Adjoint : Honoré Marin
Conseillers municipaux : Paul Charabot, Georges Chiris, Albert Sassy, Yves Appolonie, Jean-Claude Bernard, Georges Ferrier, Daniel Rebuffel

### Conseil Municipal 1971 - 1977
Maire : Paul Chiris
1er Adjoint : Germain Rebuffel
Conseillers municipaux : Charles Bompar, Honoré Marin, Celestin Rebuffel, Paul Charabot, Roger Funel, Josette Charitat, Constant Martin, Emile Rebuffel

### Budget et fiscalité 2019
En 2019, le budget de la commune était constitué ainsi :
- total des produits de fonctionnement : 712 000 €, soit 1 391 € par habitant ;
- total des charges de fonctionnement : 605 000 €, soit 1 181 € par habitant ;
- total des ressources d'investissement : 194 000 €, soit 379 € par habitant ;
- total des emplois d'investissement : 249 000 €, soit 486 € par habitant ;
- endettement : 509 000 €, soit 995 € par habitant.

Avec les taux de fiscalité suivants :
- taxe d'habitation : 8,54 % ;
- taxe foncière sur les propriétés bâties : 7,48 % ;
- taxe foncière sur les propriétés non bâties : 20,36 % ;
- taxe additionnelle à la taxe foncière sur les propriétés non bâties : 0,00 % ;
- cotisation foncière des entreprises : 0,00 %.

Chiffres clés Revenus et pauvreté des ménages en 2017 : médiane en 2017 du revenu disponible, par unité de consommation : 19 440 €.

## Population et société

### Démographie

#### Pyramide des âges
L'évolution du nombre d'habitants est connue à travers les recensements de la population effectués dans la commune depuis 1793. Pour les communes de moins de 10 000 habitants, une enquête de recensement portant sur toute la population est réalisée tous les cinq ans, les populations de référence des années intermédiaires étant quant à elles estimées par interpolation ou extrapolation. Pour la commune, le premier recensement exhaustif entrant dans le cadre du nouveau dispositif a été réalisé en 2008.

En 2022, la commune comptait 537 habitants, en évolution de +6,13 % par rapport à 2016 (Alpes-Maritimes : +2,85 %, France hors Mayotte : +2,11 %).
| 1793 | 1800 | 1806 | 1821 | 1831 | 1836 | 1841 | 1846 | 1851 |
| ---- | ---- | ---- | ---- | ---- | ---- | ---- | ---- | ---- |
| 338  | 366  | 352  | 370  | 400  | 401  | 398  | 391  | 380  |

| 1856 | 1861 | 1866 | 1872 | 1876 | 1881 | 1886 | 1891 | 1896 |
| ---- | ---- | ---- | ---- | ---- | ---- | ---- | ---- | ---- |
| 381  | 377  | 371  | 384  | 357  | 331  | 348  | 325  | 306  |

| 1901 | 1906 | 1911 | 1921 | 1926 | 1931 | 1936 | 1946 | 1954 |
| ---- | ---- | ---- | ---- | ---- | ---- | ---- | ---- | ---- |
| 299  | 284  | 272  | 230  | 219  | 202  | 219  | 182  | 224  |

| 1962 | 1968 | 1975 | 1982 | 1990 | 1999 | 2006 | 2008 | 2013 |
| ---- | ---- | ---- | ---- | ---- | ---- | ---- | ---- | ---- |
| 241  | 231  | 241  | 272  | 280  | 317  | 432  | 462  | 489  |

| 2018 | 2022 | - | - | - | - | - | - | - |
| ---- | ---- | - | - | - | - | - | - | - |
| 545  | 537  | - | - | - | - | - | - | - |

### Enseignement
Établissements d'enseignements :
- École maternelle et élémentaire[32].
- Collèges à Saint-Vallier-de-Thiey, Castellane et Fayence.
- Lycées à Grasse.

### Santé
Professionnels et établissements de santé :
Ostéopathe : Pierre-Henri Belcour
- Médecins à Valderoure, Comps-sur-Artuby et Saint-Vallier-de-Thiey.
- Pharmacies à Saint-Vallier-de-Thiey, Saint-Cézaire-sur-Siagne et Castellane.
- Hôpitaux à Fayence, Castellane, Cabris et Grasse.

### Cultes
- Culte catholique, Paroisse Sainte-Marie-des-Sources[34], Diocèse de Nice.

## Économie

### Entreprises et commerces

#### Agriculture-élevage
- Le Haras de Séranon[35]
- Ferme Rebuffel

#### Tourisme
- Gîtes équestre[36].
- La Bastide Napoléon, Hôtel ** "Le Relais de l'Artuby"[37]
- Restaurants[38].

#### Commerces et services
- Commerces et services de proximité[39].

## Culture locale et patrimoine

### Lieux et monuments
- Église Saint-Blaise de la Doire.
- Église Saint-Michel de Séranon.

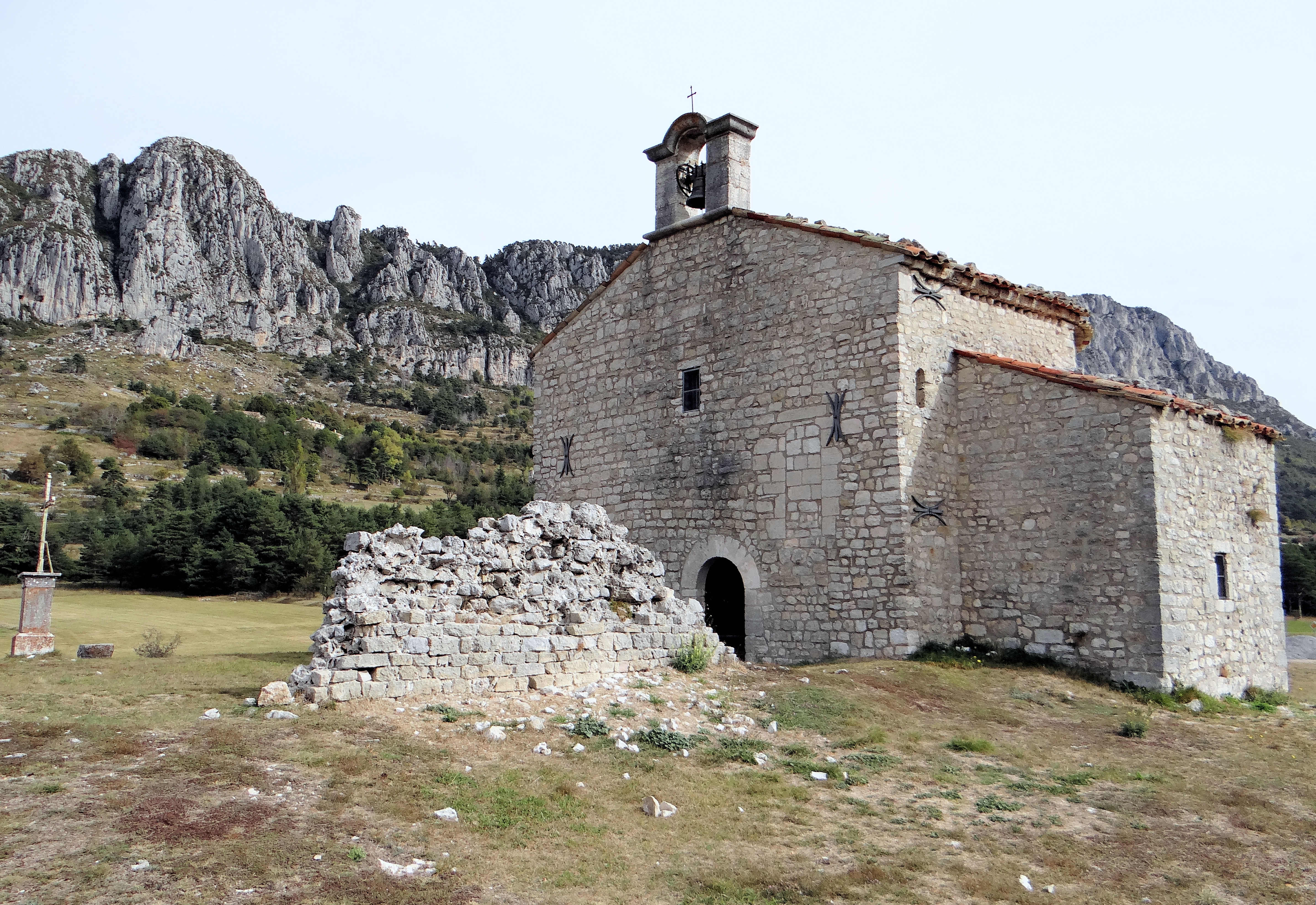
Chapelle Notre-Dame-de-Gratemoine.

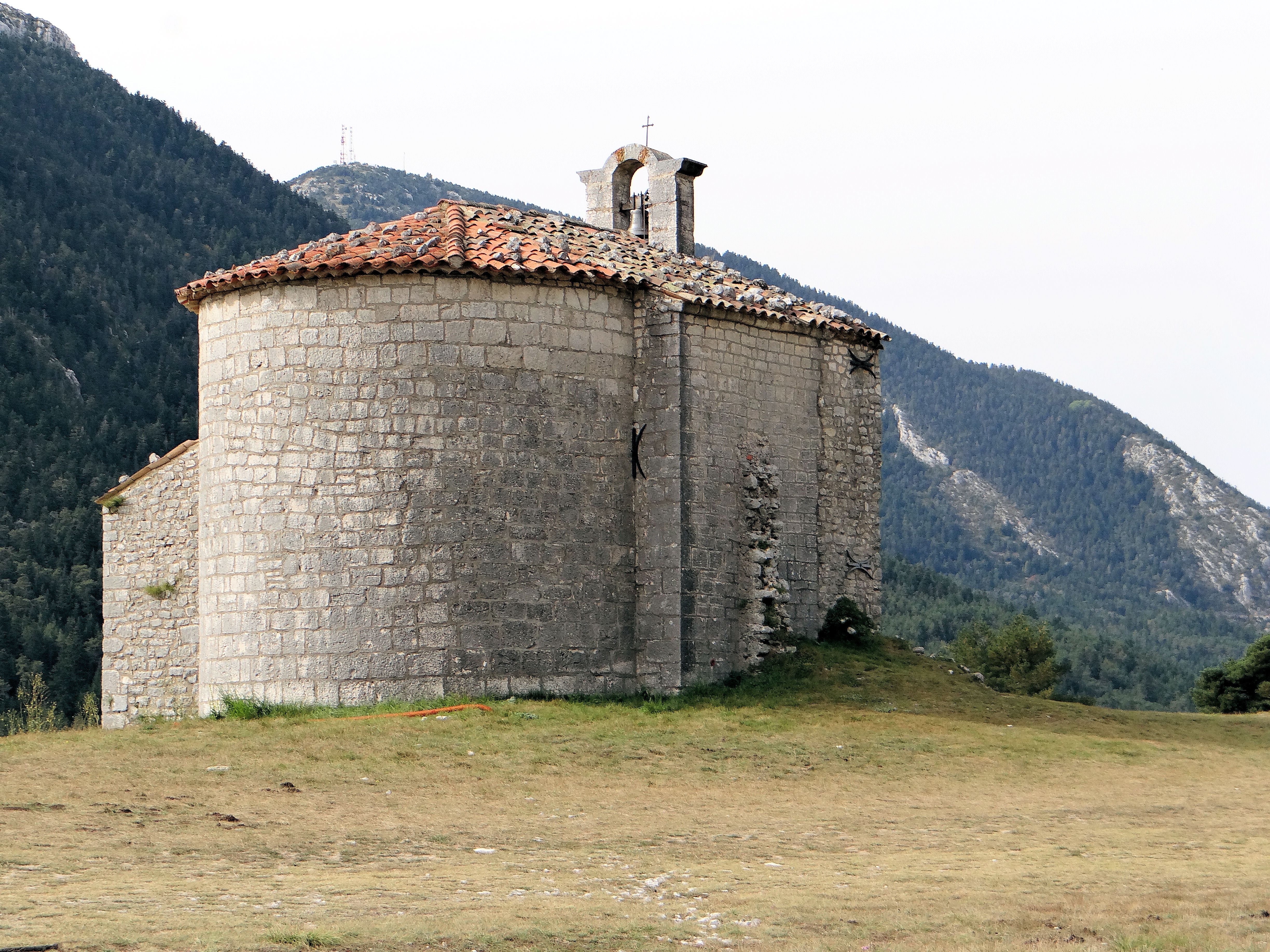
Chapelle Notre-Dame-de-Gratemoine.

- La chapelle Notre-Dame-de-Gratemoine[40] est située le long de la route Napoléon. C'est le vestige d'un prieuré qui relevait de l'abbaye de Lérins. Le prieuré était cité en 1060[41]. De la construction romane du XIe siècle, il ne subsiste que la dernière travée de la nef. Elle devait avoir à l'origine trois travées. Les deux premières travées ont peut-être été détruites à la suite des guerres de Religion : il en subsiste un pan de mur en avant de la façade du XVIIe siècle. Le cartulaire de l'abbaye de Lérins indique que le prieuré et ses dépendances lui appartenaient au XIIe siècle. L'abbaye les vendit en 1646 à Arnaud de Romans, seigneur de Séranon. Au XVIIIe siècle, elle fut utilisée provisoirement comme église paroissiale car celle de Séranon était ruinée. L’abside est ornée de sept arcades aveugles. L’ensemble a été restaurée à la fin du XXe siècle[42].

- Le Vieux Séranon est un village fortifié des XIIe et XIIIe siècles, avec le château et l'église Saint-Étienne de style gothique et datant du XVe siècle, dont il reste des ruines[43]. Le village a été abandonné au XVIIIe siècle.
- La bastide de Broundet[44] est un château campagnard dans lequel dormit pendant trois heures Napoléon Ier, le 3 mars 1815, remontant vers Paris après son débarquement à Golfe-Juan. Le château appartenait alors à Jean-Paul II de Lombard, marquis de Gourdon, maire de Grasse.
- Chapelle Sainte-Brigitte[45], sur le chemin de Vieux-Séranon. Elle date du XVIe siècle.
- Monuments commémoratifs :
  - En 1998, la municipalité de Séranon et les autorités religieuses et civiles ont inauguré une plaque du souvenir devant le presbytère Notre-Dame[22].
  - Monument aux morts[46],
  - Plaque commémorative Fernand Bagarry[47],
  - Stèle commémorative Clément Rebuffel.

### Héraldique
| Blason de Séranon | Blason  | D’azur à la comète de seize rais d'or.           |
| Blason de Séranon | Détails | Le statut officiel du blason reste à déterminer. |

## Personnalités liées à la commune
- Nadège Garcia, équipe de France de VTT, avec sa démarche fédératrice « Toutes à vélo », pour dynamiser le cyclotourisme féminin.
- Daniel Goens (Abbé), prêtre de montagne, belge[49], ayant caché des enfants juifs à Séranon pendant la Seconde Guerre mondiale.